# Bahnstrecke Eauze–Auch
| Bahnhof Castera-les-Bains um 1915. |                      |                                                             |                                                          |
| Streckennummer (SNCF): | 646 000              |                                                             |                                                          |
| Streckenlänge: | 56,8 km              |                                                             |                                                          |
| Spurweite: | 1435 mm (Normalspur) |                                                             |                                                          |
| Maximale Neigung: | 25 ‰                 |                                                             |                                                          |
| Streckengeschwindigkeit: | 40 km/h              |                                                             |                                                          |
| |                      |                                                             |                                                          |
| \| \| \| Bahnstrecke Port-Sainte-Marie–Riscle von Nérac \| \| \| \| \| Bahnstrecke Gabarret–Eauze (nur trassiert) \| \| \| \| \| D 931 (ehem. N 131) \| \| \| \| 189,2 0,0 \| Eauze \| 141 m \| \| \| \| D 926 (ehem. N 626) \| \| \| \| \| Bahnstrecke Port-Sainte-Marie–Riscle nach Riscle \| \| \| \| 7,9 \| Noulens-Ramouzens \| 159 m \| \| \| 12,6 \| Lannepax \| 172 m \| \| \| \| D 626 (ehem. N 626) \| \| \| \| 21,1 \| Vic-Fezensac \| 113 m \| \| \| 21,5 \| Osse \| Osse \| \| \| 24,1 \| Tunnel de l'Argenté (385 m) \| Tunnel de l'Argenté (385 m) \| \| \| \| D 939 (ehem. N 639) \| \| \| \| 28,6 \| Saint-Paul-de-Baïse \| 109 m \| \| \| 29,5 \| Baïse (Brücke zerstört) \| Baïse (Brücke zerstört) \| \| \| \| Bahnstrecke Condom–Castéra-Verduzan von Condom \| \| \| \| 34,8 \| Castéra-Verduzan \| 116 m \| \| \| 39,0 \| Jegun \| 139 m \| \| \| 45,6 \| Saint-Lary \| 182 m \| \| \| \| D 930 (ehem. N 130) \| \| \| \| 48,9 \| Tunnel de Marcaud (260 m) \| Tunnel de Marcaud (260 m) \| \| \| 49,5 \| Viaduc de Castin (126 m) \| Viaduc de Castin (126 m) \| \| \| \| Gers (Brücke zerstört) \| \| \| \| \| N 21 \| \| \| \| 56,5 \| Bahnstrecke Bon-Encontre–Vic-en-Bigorre von Bon-Encontre \| Bahnstrecke Bon-Encontre–Vic-en-Bigorre von Bon-Encontre \| \| \| \| Bahnstrecke Saint-Agne–Auch von St-Agne \| \| \| \| \| D 924 (ehem. N 124) \| \| \| \| 56,8 204,9 \| Auch \| 136 m \| \| \| 205,6 \| Beginn Entwidmung \| Beginn Entwidmung \| \| \| \| D 926 (ehem. N 626) \| \| \| \| \| Bahnstrecke Lannemezan–Auch (o. Betrieb) n. Lannemezan \| \| \| \| \| Bahnstrecke Bon-Encontre–Vic-en-Bigorre nach Vic-en-Bigorre \| \| |                      |                                                             |                                                          |
| |                      | Bahnstrecke Port-Sainte-Marie–Riscle von Nérac              |                                                          |
| Abzweig geradeaus und von rechts (Strecke außer Betrieb) |                      | Bahnstrecke Gabarret–Eauze (nur trassiert)                  | Bahnstrecke Gabarret–Eauze (nur trassiert)               |
| Bahnübergang (Strecke außer Betrieb) |                      | D 931 (ehem. N 131)                                         | D 931 (ehem. N 131)                                      |
| Bahnhof (Strecke außer Betrieb) | 189,2 0,0            | Eauze                                                       | 141 m                                                    |
| Bahnübergang (Strecke außer Betrieb) |                      | D 926 (ehem. N 626)                                         | D 926 (ehem. N 626)                                      |
| Abzweig geradeaus und nach rechts (Strecke außer Betrieb) |                      | Bahnstrecke Port-Sainte-Marie–Riscle nach Riscle            | Bahnstrecke Port-Sainte-Marie–Riscle nach Riscle         |
| Bahnhof (Strecke außer Betrieb) | 7,9                  | Noulens-Ramouzens                                           | 159 m                                                    |
| Bahnhof (Strecke außer Betrieb) | 12,6                 | Lannepax                                                    | 172 m                                                    |
| Bahnübergang (Strecke außer Betrieb) |                      | D 626 (ehem. N 626)                                         | D 626 (ehem. N 626)                                      |
| Bahnhof (Strecke außer Betrieb) | 21,1                 | Vic-Fezensac                                                | 113 m                                                    |
| Brücke über Wasserlauf (Strecke außer Betrieb) | 21,5                 | Osse                                                        | Osse                                                     |
| Tunnel (Strecke außer Betrieb) | 24,1                 | Tunnel de l'Argenté (385 m)                                 | Tunnel de l'Argenté (385 m)                              |
| Brücke (Strecke außer Betrieb) |                      | D 939 (ehem. N 639)                                         | D 939 (ehem. N 639)                                      |
| Bahnhof (Strecke außer Betrieb) | 28,6                 | Saint-Paul-de-Baïse                                         | 109 m                                                    |
| | 29,5                 | Baïse (Brücke zerstört)                                     | Baïse (Brücke zerstört)                                  |
| Abzweig geradeaus und von links (Strecke außer Betrieb) |                      | Bahnstrecke Condom–Castéra-Verduzan von Condom              | Bahnstrecke Condom–Castéra-Verduzan von Condom           |
| Bahnhof (Strecke außer Betrieb) | 34,8                 | Castéra-Verduzan                                            | 116 m                                                    |
| Bahnhof (Strecke außer Betrieb) | 39,0                 | Jegun                                                       | 139 m                                                    |
| Bahnhof (Strecke außer Betrieb) | 45,6                 | Saint-Lary                                                  | 182 m                                                    |
| Bahnübergang (Strecke außer Betrieb) |                      | D 930 (ehem. N 130)                                         | D 930 (ehem. N 130)                                      |
| Tunnel (Strecke außer Betrieb) | 48,9                 | Tunnel de Marcaud (260 m)                                   | Tunnel de Marcaud (260 m)                                |
| Brücke (Strecke außer Betrieb) | 49,5                 | Viaduc de Castin (126 m)                                    | Viaduc de Castin (126 m)                                 |
| |                      | Gers (Brücke zerstört)                                      |                                                          |
| Bahnübergang (Strecke außer Betrieb) |                      | N 21                                                        | N 21                                                     |
| Abzweig ehemals geradeaus und von links | 56,5                 | Bahnstrecke Bon-Encontre–Vic-en-Bigorre von Bon-Encontre    | Bahnstrecke Bon-Encontre–Vic-en-Bigorre von Bon-Encontre |
| Abzweig geradeaus und von links |                      | Bahnstrecke Saint-Agne–Auch von St-Agne                     | Bahnstrecke Saint-Agne–Auch von St-Agne                  |
| Bahnübergang |                      | D 924 (ehem. N 124)                                         | D 924 (ehem. N 124)                                      |
| Bahnhof | 56,8 204,9           | Auch                                                        | 136 m                                                    |
| | 205,6                | Beginn Entwidmung                                           | Beginn Entwidmung                                        |
| Bahnübergang (Strecke außer Betrieb) |                      | D 926 (ehem. N 626)                                         | D 926 (ehem. N 626)                                      |
| Abzweig geradeaus und nach links (Strecke außer Betrieb) |                      | Bahnstrecke Lannemezan–Auch (o. Betrieb) n. Lannemezan      | Bahnstrecke Lannemezan–Auch (o. Betrieb) n. Lannemezan   |
| |                      | Bahnstrecke Bon-Encontre–Vic-en-Bigorre nach Vic-en-Bigorre |                                                          |

Die Bahnstrecke Eauze–Auch ist eine ehemalige eingleisige Eisenbahnstrecke, die im Gers im Südwesten Frankreichs liegt. Sie verläuft in Nordwest-Südost-Richtung und quert dabei drei Flussläufe, die von Hügelsträngen begrenzt werden und die von der Strecke mit zwei Tunneln unterfahren werden mussten. Diese fünf Ingenieurbauwerke waren aufwändig und teuer. Sie haben die Eröffnung der Strecke um mehrere Jahre verzögert.

## Geschichte
Im Département Gers erhielt die Eisenbahn erst sehr spät zu Beginn des 20. Jahrhunderts Einzug. In den Jahren 1909 bis 1924 ging die Strecke unter der Regie der Compagnie des chemins de fer du Midi in Betrieb und wurde 1954 bereits wieder geschlossen. Im Bahnhof Auch schloss sie an die von Toulouse kommende Bahnstrecke Bon-Encontre–Vic-en-Bigorre an. Es war geplant, von Bordeaux kommende Züge ab Langon über die Bahnstrecke Langon–Gabarret nach Toulouse zu leiten, ohne die zweigleisige Hauptstrecke Bordeaux–Sète zu berühren, doch der Lückenschluss zwischen Gabarret und Eauze wurde wegen der Unterbrechung durch den Ersten Weltkrieg nie gebaut. Lediglich die Streckenführung stand fest und das Planum wurde errichtet.
Zwischen Eauze und Auch verkehrten am 15. Mai 1939 die zunächst letzten Personenzüge, ehe der Personenverkehr vom 3. September bis 16. Oktober 1939 kurz wieder aufgenommen wurde. Güterverkehr wurde bis 3. Juni 1952 angeboten. Die Bahnstrecke wurde anschließend zum 12. November 1954 stillgelegt.

## Strecke

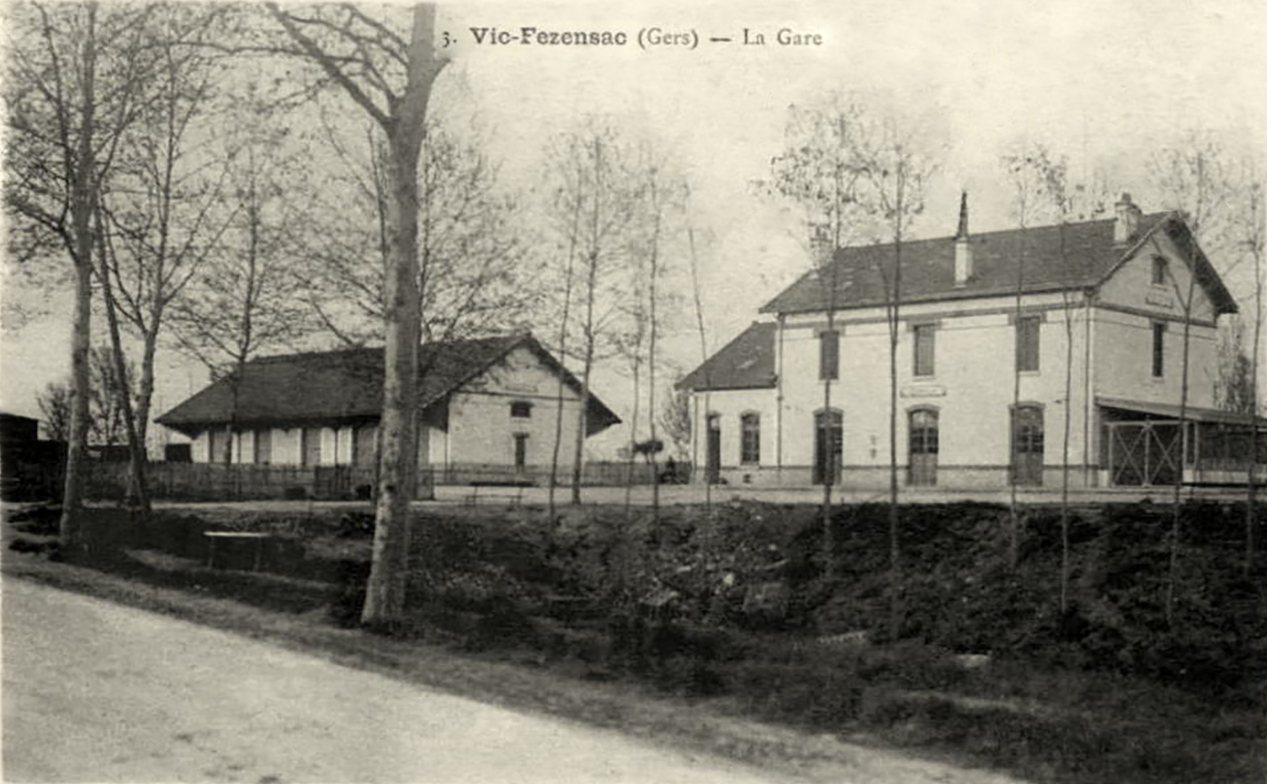
Vic-Fezensac kurz nach Fertigstellung.

Da die Strecke in ihrer Hauptrichtung von West nach Ost verläuft – also parallel zum südlich liegenden Gebirge der Pyrenäen, weist sie ein typisches Profil vieler Strecken im Département Gers auf, die abwechselnd auf- und abführen, um die Kammlinien zu überqueren, die die parallel laufenden Täler trennen. Diese Täler führen in Süd-Nord-Richtung, weil sie  die aus den Pyrenäen stammenden Wasserläufe vom Gebirge wegführen. Dieses besondere Geländeprofil erforderte auch den Bau von Tunneln und Viadukten auf allen diesen Strecken in dichter Folge.
Der 3 km vom Ort entfernte Bahnhof Castéra-Verduzan verdankt seine Existenz lediglich der Tatsache, dass es sich hier um einen Trennungsbahnhof handelt, der die Bahnstrecke Condom–Castéra-Verduzan von Condom aufnimmt. Diese abzweigende Strecke wurde nur in einem Zeitraum von 15 Jahren (1925 bis 1940) betrieben und schon zum 30. November 1941 entwidmet.
Der 385 Meter lange Tunnel de l'Argenté wurde zeitweise zur Pilzzucht benutzt und mit Mauern verschlossen. Zwar wurde die Zucht inzwischen aufgegeben und der Tunnel ist wieder zugänglich, aber befindet sich weiterhin in privater Hand.

## Verkehr

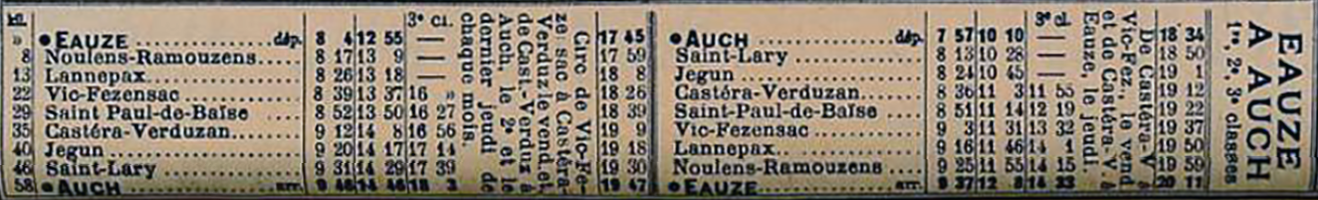
Fahrplan der Strecke

Auf der ganzen Strecke gab es täglich drei Verbindungen sowie zwischen Vic-Fezensac und Auch eine weitere, die nur die 3. Wagenklasse führte und statt 100 bis 120 Minuten für die 56 km 120 bis 150 Minuten für 35 km Streckenlänge benötigte, weil dieser Zug hauptsächlich für die Güterabfertigung vorgesehen war. Dieses Zugpaar verkehrte nur zweimal monatlich.